# Edificio Kodak (Atlanta)
El edificio Kodak es un edificio histórico en Atlanta, Georgia. Construido en el centro de Atlanta alrededor de 1950, el edificio sirvió originalmente como una tienda de cámaras, con un gran letrero en la parte superior del edificio que anunciaba Kodak considerado un punto de referencia local. El edificio ha estado desocupado durante varios años, pero se vendió recientemente y está programado para su remodelación. 

## Historia
El edificio se construyó originalmente alrededor de 1950 como una tienda de cámaras para Star Photo. Fue construido simultáneamente con el edificio contiguo, que actualmente alberga el Atlanta Eagle, un bar gay que fue objeto de la redada policial de Atlanta Eagle en 2009. El edificio finalmente se convirtió en una tienda Kodak, y durante este tiempo se agregó un gran cartel publicitario de la compañía en la parte superior del edificio, que permanece en el edificio hoy. A principios de la década de 2000, el edificio sirvió como sede de campaña para el equipo de Shirley Franklin durante su campaña para convertirse en alcaldesa de Atlanta.
Alrededor de 2009, el edificio Kodak y el edificio Atlanta Eagle fueron embargados. Los dos edificios se vendieron en mayo de 2014, y se renovó el contrato de arrendamiento de Atlanta Eagle. Como parte del acuerdo de venta, el letrero de Kodak permanecería en el edificio. Los edificios se vendieron nuevamente en 2016 por aproximadamente $2 millones, con planes para convertir el edificio Kodak en un centro de atención médica.
El 11 de noviembre de 2020, el Georgia Trust for Historic Preservation incluyó los "Edificios Atlanta Eagle y Kodak" en su lista anual de lugares en peligro .